# اوکانتو (ویسکانسین)
اوکانتو، ویسکانسین  (به انگلیسی: Oconto) شهری در شهرستان اوکانتو ایالت ویسکانسین است که در سال ۱۸۶۹ بنیان‌گذاری شده‌است. این شهر طبق سرشماری سال ۲۰۱۰ میلادی ۴٬۵۱۳ نفر جمعیت داشته‌است.